# Карлуш Агостіньо ду Росаріу
Карлуш Агостіньо ду Росаріу (порт. Carlos Agostinho do Rosário, нар. 26 жовтня 1954, Машише, Мозамбік) — мозамбіцький політик, прем'єр-міністр Мозамбіку 17 січня 2015 — 3 березня 2022.

## Біографія
Народився в Машише 26 жовтня 1954 року. Вивчав економіку в університеті Едуарду Мондлане в Мапуту, потім продовжив освіту у Великій Британії у Вай-коледжі, графство Кент, здобув ступінь Master of Science у галузі сталого сільського господарства і розвитку сільської економіки. В 1970-х роках Росаріо працював цивільним службовцем, з 1977 по 1983 роки року працював у Міністерстві суспільних робіт у відділі економіки та фінансів. У 1983 році став головним економістом агрофірми Citrinos de Manica.
У 1987 році Росаріо був призначений губернатором провінції Замбезія і першим секретарем провінційного комітету партії ФРЕЛІМО. В 1994 році Росаріо нетривалий час був членом зборів Республіки (парламенту), після чого обійняв посаду міністра сільського господарства та рибальства, яку обіймав до 1999 року, потім перейшов на дипломатичну роботу.
Росаріо обіймав посаду Верховного комісара Мозамбіку в Індії і на Шрі-Ланці у 2002—2008 роках, а у 2009 році він став послом в Індонезії, з одночасною акредитацією в Малайзії, Сінгапурі, Таїланді та Східному Тиморі. Росаріо залишався на цій посаді до свого призначення на посаду прем'єр-міністра 17 січня 2015 року президентом Філіпе Н'юсі.
Після формування уряду Росаріо опозиційні політики з РЕНАМО виступили з протестом з приводу того, що всі 22 міністри уряду є членами партії ФРЕЛІМО.